# Megachile siamensis
Megachile siamensis är en biart som beskrevs av Cockerell 1927. Megachile siamensis ingår i släktet tapetserarbin, och familjen buksamlarbin. Inga underarter finns listade i Catalogue of Life.